# Amasya
|  | «Amasia» redirigeix aquí. Vegeu-ne altres significats a «Amàsia». |

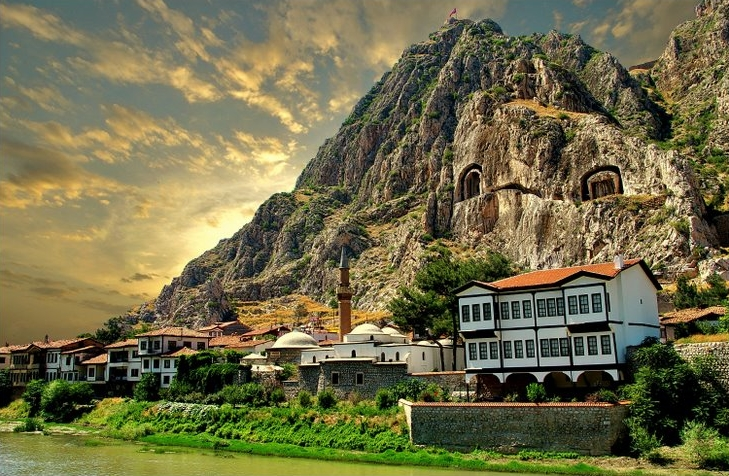
Amasya i el riu Yeşilırmak.

Amasya és una ciutat de Turquia capital de l'il o província d'Amasya. La ciutat té més de cent mil habitants (133.000, dels quals 74.000 a la ciutat i la resta als pobles de la rodalia). La província d'Amasya (il) té 5.452 km² i quasi quatre-cents mil habitants (final del 2005).

## Història
És l'antiga ciutat d'Amasia (del grec Ἀμάσεια Amàseia; en llatí, Ămăsīa). Fou una ciutat del Pont a la riba del riu Iris, avui Yeshil Ermak, en una plana anomenada Quiliocòmon (Χιλιόκωμον πεδίον, «la plana de les mil viles»). Al nord, quedaven la comarca de Diacopene i la de Pimolisene (en grec, Πιμωλισηνή Pimōlisēnḗ; nom derivat de la ciutat de Pimolisa), i al sud el Babànomon i la Ximene, que arribava fins a l'Halis. Està al nord-oest de Sebaste.
La primera vegada que s'esmenta la ciutat, vers el 302 aC, ja era residència del sobirà del Pont, però la ciutat fou probablement d'origen hitita. Fou capital fins que Sinope fou inclosa en el regne el 183 aC. Quan el Pont va passar a Roma, va esdevenir ciutat lliure. Fou també la capital de la província del Pont sota els romans i, durant el regnat de Trajà, portava el títol de metròpolis.
A Amasia, hi va néixer el geògraf Estrabó. Es conserven a la ciutat unes muralles que són d'època romana d'Orient (probablement, del temps de Justinià) i amb una part feta o refeta pels seljúcides. Les tombes dels reis del Pont són a la ciutadella de la part sud, tres a l'oest i dues a l'est.
Després del 1071, fou ocupada pels seljúcides i va portar llavors el nom d'Amasya. Fou una de les capitals de la dinastia danishmèndida (la principal en fou Sivas), per a passar als seljúcides de Rum sota Kilidj Arslan II (1156-1192), a la mort del qual el soldanat es va dividir entre els seus fills (1193) i Amasya va correspondre a Nizam al-Din Arghun Shah, però la va perdre davant el seu germà Rukn al-Din Sulayman.
Ocupada pels mongols després del 1231, va formar part dels dominis dels Il-kan, però va retornar als seljúcides sota Tadj al-Din Altintash, fill del darrer soldà seljúcida de Rum, Masud II (soldà fins al 1308). El 1341, va passar a Habil-oghlu i poc després a Ala al-Din Eretna, emir del Beylik d'Eretna. Ali Beg Eretna-oghlu va perdre Amasya davant Hadjdj Shadgeldi, però aquest es va enfrontar llavors al seu aliat Malik Ahmad, que reclamava la ciutat que també intentava recuperar el cadi dels Eretna-oghlu, Burhan al-Din (vertader governant de l'emirat); a la mort de Shadgeldi, el seu fill Ahmad va conservar la ciutat amb ajut de l'otomà Baiazet I. Finalment, aquest la va ocupar vers 1390; després de la Batalla d'Ankara contra Tamerlà (1402) el fill de Baiazet I, Mehmet Çelebi, es va refugiar a Amasya, que li va servir de base en la lluita contra els seus germans. A partir del 1413, fou per un temps residència dels prínceps hereus que n'eren designats sovint governadors. El 1486, els otomans hi van construir una gran mesquita. Fou un centre cultural d'Anatòlia durant segles i, al segle xix, fou un centre de trànsit. El 29 de maig del 1555, s'hi va signar el tractat d'Amasya entre Pèrsia i Turquia, que va posar fi a la Guerra otomano-safàvida (1532-1555).
El 1900 tenia entre 25.000 i 30.000 habitants, incloent-hi armenis i alguns grecs. El 1915, shit va produir la matança dels armenis. El 1930, es va acabar la via fèrria Samsun-Sivas. El 1939, fou destruïda en bona part per un terratrèmol i, el 1940, tenia 13.732 habitants, quasi tots turcs.

## Personatges il·lustres
- Estrabó.
- Teodor d'Amasia.
- Xarif ul-Menar-zade.